# Rundfunkjahr 1997

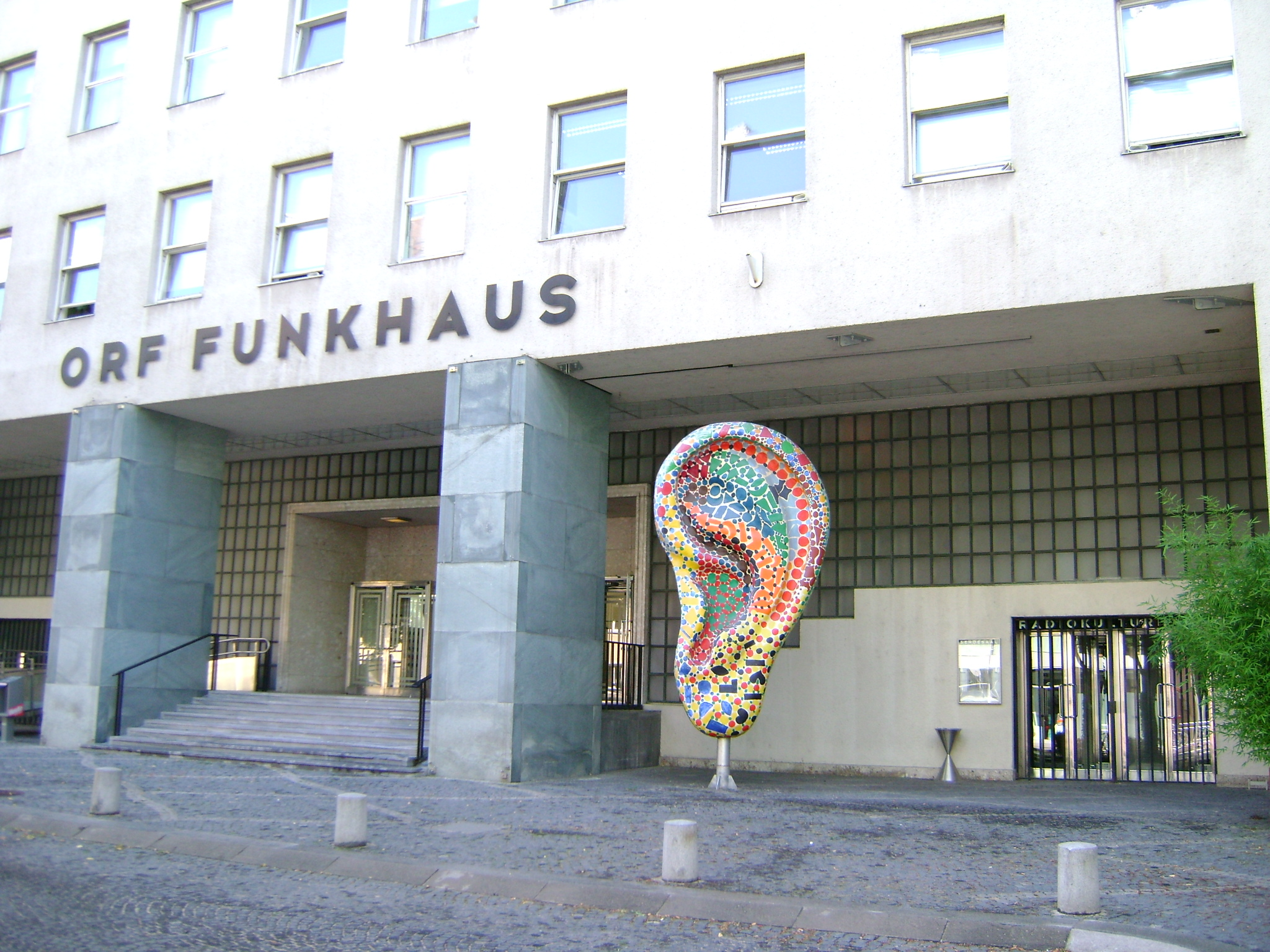
1997: In Wien wird das Radiokulturhaus eröffnet

Liste der Rundfunkjahre

◄◄ | ◄ | 1993 | 1994 | 1995 | 1996 | Rundfunkjahr 1997 | 1998 | 1999 | 2000 | 2001 | ► | ►►

Weitere Ereignisse

## Allgemein
- Das Deutsche Rundfunkarchiv legt mit der 2-bändigen Programmgeschichte des Hörfunks in der Weimarer Republik die bislang umfangreichste Studie zu den frühen Jahren des Radios in Deutschland vor.
- 13. Januar – Der luxemburgische Medienkonzern CLT und die Bertelsmann-Tochter UFA fusionieren zum größten europäischen Fernsehunternehmen CLT-UFA.
- 1. Mai – In Österreich tritt das novellierte Regionalradiogesetz in Kraft, das – fast 75 Jahre nach Beginn von Hörfunk in Österreich – eine umfassende private Radiolandschaft ermöglicht.
- 31. Mai – Die Ministerpräsidenten von Baden-Württemberg und Rheinland-Pfalz unterzeichnen einen Vertrag zur Gründung einer Zwei-Länder-Anstalt unter dem Namen Südwestrundfunk.
- 7. Juli – Die ProSieben Media AG geht an die Börse.
- 22. Oktober – In Wien wird das nach einer Idee von Alfred Treiber gestaltete Radiokulturhaus samt dem revitalisierten Großen Sendesaal eröffnet.

## Hörfunk
- Auf dem Chicagoer Sender WFMT wird die letzte Ausgabe von The Studs Terkel Program ausgestrahlt. Die Sendung war wochentäglich seit 1952 im Programm.
- 1. Mai – Der auf elektronische Tanzmusik spezialisierte deutscher Radiosender Evosonic geht erstmals auf Sendung.
- 5. Mai – In St. Pölten wird der Grundstein für das letzte der neun ORF-Landesstudios gelegt.
- 20. Juni – Der Elektrosender sunshine live nimmt den Sendebetrieb auf.
- 29. August – Sendestart von Radio Eins in Berlin. Der neue Sender entsteht durch die Zusammenlegung von Radio B Zwei und Radio Brandenburg.
- 3. Oktober – Der Klassiksender von NDR, SFB und ORB, Radio 3, nimmt seinen Betrieb auf.

## Fernsehen
- 1. Januar – Der gemeinsame Kinderkanal von ARD und ZDF geht auf Sendung.
- 19. Januar – bei den 54. Golden Globes in Los Angeles werden die Fernsehserien Akte X und Hinterm Mond gleich links ausgezeichnet.
- 7. April – Sendestart des gemeinsam von ARD (WDR) und ZDF betriebenen Ereignis- und Dokumentationskanal Phoenix.
- 31. März – Die BBC strahlt die erste Folge der Reihe Teletubbies aus, einer Serie für Kleinkinder.
- 24. Mai – Auf ProSieben ist die erste Folge von Bullyparade mit Michael Herbig zu sehen.
- 2. Juni – Der 250-teilig-deutsche Daily Soap Geliebte Schwestern ist erstmals bei Sat.1 zu sehen.
- 17. Juni – Die australische Strandserie Pacific Drive hat bei Sat.1 Premiere.
- 17. Juli – Die freie Serie nach dem Buch Der Zauberer von Oz, Die Oz Kids, hat bei Super RTL Premiere.
- 24./25. Juni – Im Ersten hat das von Heinrich Breloer gestaltete Doku-Drama Todesspiel Premiere. Es beschäftigt sich mit den Ereignissen des „Deutschen Herbstes“ von 1977.
- 6. September – Die Bestattung von Prinzessin Diana sahen Schätzungen zufolge über zwei Milliarden Menschen weltweit. Dieser Rekord wurde erst 25 Jahre später, bei der Beerdigung ihrer Schwiegermutter mit 4,1 Milliarden Menschen eingestellt.[1]
- 4. Oktober – Auf ZDFtivi hat die Kindershow Tabaluga tivi Premiere.
- 18. Oktober – Bei ProSieben ist erstmals die US-Zeichentrickserie Freakazoid! zu sehen.
- 24. Oktober – Eduard Zimmermann moderiert zum letzten Mal eine Ausgabe von Aktenzeichen XY … ungelöst.
- 27. Oktober – Bei ProSieben ist die halbstündige Comedyshow und Fernsehparodie Switch in deutscher Erstausstrahlung zu sehen.
- 22. November – Auf RTL starten zwei US-Comedyserien Auf schlimmer und ewig und auch Living Single.

## Gestorben
- 1. Januar – Hans-Martin Majewski, deutscher Komponist, stirbt 85-jährig in Bötersen, Niedersachsen. Majewski schrieb unter anderem die Titelmusik zur Fernsehserie Liebling Kreuzberg.
- 19. Januar – Manfred Lichtenfeld, deutscher Synchronsprecher (Statler in der Muppet Show) stirbt 71-jährig in Bad Honnef, Nordrhein-Westfalen.
- 19. Februar – Dieter Hasselblatt, deutscher Hörspiel- und Rundfunkredakteur stirbt 71-jährig in Neuwied, Rheinland-Pfalz.
- 2. April – Carlo Böhm, österreichischer Schauspieler, stirbt wenige Tage vor seinem 80. Geburtstag in Wien. Böhm wurde besonders durch die Rolle des Obdachlosen Drballa in der Krimiparodie Kottan ermittelt bekannt.
- 24. Mai – Edward Mulhare, US-amerikanischer Schauspieler, stirbt 74-jährig in Los Angeles. Mulhare wurde vor allem in der Rolle des Devon Miles, des Vorgesetzten von Michael Knight, der Hauptfigur in der Fernsehserie Knight Rider bekannt.
- 29. Mai – Herbert Weicker, deutscher Synchronsprecher (Stimme von Leonard Nimoy als Mr. Spock) stirbt 75-jährig in München.
- 14. Juni – Helmut Fischer, deutscher Schauspieler stirbt 70-jährig in München. Fischer wurde einem breiten Publikum durch zahlreiche Fernsehrollen, vor allem aber durch die Rolle des Franz Münchinger in der Fernsehserie Monaco Franze bekannt.
- 24. Juni – Brian Keith, US-amerikanischer Seriendarsteller (Hardcastle & McCormick) stirbt 75-jährig in Malibu, Kalifornien.
- 25. Juni – Jacques Cousteau, französischer Meeresforscher und Dokumentarfilmer, stirbt kurz nach seinem 87. Geburtstag in Paris.
- 7. Juli – Heino Jaeger, deutscher Satiriker, Graphiker und Radiopersönlichkeit (Fragen Sie Dr. Jaeger, Hessischer Rundfunk) stirbt 59-jährig in Bad Oldesloe, Schleswig-Holstein.
- 24. August – Werner Abrolat, deutscher Schauspieler und Synchronsprecher (Gonzo in der Muppet Show, Hausmeister Willie in Die Simpsons) stirbt 73-jährig in München.
- 10. September – Walter Ohm, deutscher Hörspiel- und Theaterregisseur stirbt 82-jährig in Husum. Er war 34 Jahre lang als Hörspielregisseur beim BR in München angestellt.
- 21. November – Erna Raupach-Petersen, deutsche Schauspielerin, stirbt 93-jährig in Flensburg. Sie war vor allem durch die zahlreichen Fernsehübertragungen aus dem Hamburger Ohnsorg-Theater bekannt.
- 15. Dezember – Jaromír Borek, österreichischer Schauspieler stirbt 69-jährig in Wien.
- 19. Dezember – Ibuka Masaru, japanischer Ingenieur und Unternehmer stirbt 89-jährig in Nikkō. Ibuka gründete zusammen mit Akio Morita 1946 den Sony-Konzern. In den 1950er und 1960er Jahren konstruierte Sony unter seiner Leitung mittels der damals neu entwickelten Transistortechnik die ersten tragbaren Radio- und Fernsehempfänger.